# Phrynobatrachus africanus
Phrynobatrachus africanus es una especie de anfibio anuro de la familia Phrynobatrachidae.

## Distribución geográfica
Esta especie se encuentra en Camerún, Guinea Ecuatorial, Gabón, República Centroafricana, República del Congo y República Democrática del Congo.

## Etimología
El nombre de su especie le fue dado en referencia al lugar de su descubrimiento, África.

## Publicación original
- Hallowell, 1858 "1857" : Notice on a collection of reptiles from the Gaboon country, West Africa, recently presented to the Academy of Natural Sciences of Philadelphia, by Dr. Henry A. Ford. Proceedings of the Academy of Natural Sciences of Philadelphia, vol. 9, p. 48-72[6]